# ادی سی. براون
ادی کارل براون (Eddie C. Brown) (زادهٔ ۲۶ نوامبر ۱۹۴۰)، مدیر سرمایه‌گذاری، کارآفرین و نوع‌دوست آمریکایی است. براون که به‌خاطر ذکاوتش در انتخاب سهام شهرت دارد، بنیان‌گذار و رئیس شرکت «مدیریت سرمایه براون» است. این شرکت در بالتیمور مستقر بوده و از زمان بازگشایی در سال ۱۹۸۳، بیش از ۱۰ میلیارد دلار دارایی تحت مدیریتش اندوخته‌است. براون عاشق جهانگردی و از طرفداران موسیقی جاز است. او و همسرش، سیلویا، از طریق بنیاد خانوادهٔ ادی سی. و سی. سیلویا براون، میلیون‌ها دلار به خیریه‌های مختلف کمک کرده‌اند.

## اوایل زندگی
براون در آپوپکا، ایالت فلوریدا، دهکده‌ای زراعی در بخش مرکزی ایالت متکی به اقتصاد زراعت‌محور و با قوانین جیم کرو، که سیاهان و سفیدپوستان را سخت‌گیرانه در دنیای مجزا و نابرابرشان محصور کرده بود، از مادری ۱۳ ساله به‌نام آنی مای براون به دنیا آمد. مادرش در ۱۵ سالگی آن شهر را ترک کرد. از آن ایام به بعد، پدربزرگ و مادربزرگ براون، جیک و میمی براون و دایی‌اش، جیک براون جونیور، پرورش او را عهده‌دار شدند. اولین‌بار در دورهٔ تحصیلات ابتدایی بود، که براون نشان داد چقدر مشتاق کسب دانش است. همین شیفتگی باعث شد تا مادربزرگش هزینهٔ ماشین تحریر و کلاس‌های ماشین‌نویسی نوه‌اش را بپردازد. مادربزرگش مصرانه می‌کوشید تا براون به‌خاطر کمک مالی به آن‌ها مجبور نشود در باغ‌های مرکباتِ آپوپکا دست به کارهای یدی بزند. حتی تا به امروز، براون هنوز می‌تواند ماهرانه ۶۰ کلمه بدون اشتباه در دقیقه تایپ کند.
براون در شش سالگی از دایی‌اش شیوهٔ رانندگی با کامیون بی‌دیواره را آموخت، این نوع کامیون به میوه‌چینان در بار زدن جعبه‌های پرتقال، گریپ فروت و نارنگی در باغ‌های مرکبات آپوپکا کمک می‌کرد. دایی‌اش همچنین یک شرکت مشروبات الکلی قاچاق را در مرکز فلوریدا اداره می‌کرد و تحت نظارت او، براون در ۱۱ سالگی ماشین‌های حاوی ویسکی خانگی را جابه‌جا می‌کرد. یکی از بستگان براون تلفنی ماجرا را به مادر او خبر داد. مادرش هم فرزندش را به آلن‌تاون، ایالت پنسیلوانیا برد. براون به دبیرستانی مختلط در آلن‌تاون رفت و در آنجا نیز جزو شاگردان ممتاز بود. او با کسب نمرهٔ ممتاز، به‌عنوان یکی از پنج دانش‌آموز ممتاز آمریکایی-آفریقایی‌تبار در میان ۷۶۰ دانش‌آموز، از دبیرستان آلن‌تاون فارغ‌التحصیل شد.
براون هنوز برای رفتن به کالج برنامه‌ای نداشت تا این‌که زنی سفیدپوست از اهالی آلن‌تاون که در حوزهٔ تجارت تابوت‌سازی فعال بود، از طریق وکیل به او پیشنهاد بورسیهٔ تحصیلی داد. براون هیچ‌وقت آن زن را ندید و یکی از حسرت‌های همیشگی‌اش این است که کاش می‌توانست رو در رو از او تشکر می‌کرد. بااین‌حال، مهربانی آن زن، براون را به انجام امور بشردوستانه علاقه‌مند کرد. به‌خاطر لطف و بزرگواری آن زن بود که براون در سال ۱۹۶۱، مدرک لیسانس علوم در رشتهٔ مهندسی برق را از دانشگاه هاوارد در واشینگتن دی.سی. دریافت کرد.

## حرفه
پس از فارغ‌التحصیلی از هاوارد، براون چند ماه در شرکت پیمان‌کاری پدافند مارتین ماریتا در اورلاندو، ایالت فلوریدا فعالیت کرد و در آنجا مسئول کنترل کیفی موشک‌های بالستیک قاره‌پیما شد. براون به‌خاطر تعهدی که به برنامهٔ آموزش افسران ذخیرهٔ ارتش در دانشگاه هاوارد داشت، به‌ناچار دست از کار کشید و با سمت ستوانی به پادگان مونمووث در نیوجرسی رفت. پس از دو سال خدمت تمام‌وقت به‌عنوان افسر رستهٔ مخابرات، او به بخش توسعهٔ سیستم‌ها در شرکت آی‌بی‌ام در پکیپسی، نیویورک پیوست. براون در آنجا به‌مدت پنج سال به طراحی مدارهای کامپیوتری برای ابرکامپیوترها پرداخت و همچنین مدرک کارشناسی ارشد خود را در رشتهٔ مهندسی برق از دانشگاه نیویورک دریافت نمود.
براون در مدت حضورش در آی‌بی‌ام، شیفتهٔ امور مالی و سرمایه‌گذاری شد. سرانجام، او تصمیم گرفت در برنامهٔ توسعهٔ مدیریت آی‌بی‌ام شرکت کند و در سال ۱۹۷۰، موفق به اخذ MBA از دانشگاه ایندیانا شد. براون که مشتاق آموختن شگردهای ثروت‌آفرینی و بهره‌مندی از آن به‌نفع خانواده‌اش بود، به شرکت مدیریت Irwin در کلمبوس، ایالت ایندیانا پیوست و عاقبت به عضویت گروه اوراق بهادار قابل فروش شرکت درآمد. در سال ۱۹۷۳، براون به بالتیمور نقل‌مکان کرد و به‌عنوان مدیر سرمایه‌گذاری در شرکت سرمایه‌گذاری T. Rowe Price مشغول به فعالیت شد. یک دهه بعد، براون شرکت Brown Capital Management را نخست در خانهٔ خود در حومهٔ بالتیمور راه‌اندازی کرد. او که متخصص حوزهٔ ارزش‌گذاری قیمت است، فعالیت شرکت را بر سهام‌هایی متمرکز کرد که سرمایه‌گذاری مبتنی بر رشد و ارزش را ارائه می‌دهند. شرکت Brown Capital Management به سرمایه‌داران، صندوق‌های بازنشستگی و تقسیم سود، سازمان‌های خیریه و شرکت‌ها خدمات می‌دهد.
در اوایل سال‌های تأسیس شرکت، وقتی که براون عضو ثابت هیئت مشاوران در برنامهٔ تلویزیونی Wall $treet Week با اجرای لوئیس روکیسر شد، روند جذب سرمایه‌گذار از سوی او فزونی گرفت. این برنامه در دهه‌های ۱۹۸۰ و ۱۹۹۰ محبوب بود. روکیسر چنین می‌گفت: «در روزگار فعلی، ادی یکی از محتاط‌ترین و موفق‌ترین فراگیران اوراق بهادار است و جزئیاتی از سهام‌هایش را با ما در میان می‌گذارد».
در سال ۲۰۱۳، شرکت Brown Capital Management سی‌امین سال فعالیت خود را جشن گرفت. این شرکت در ساختمانی سه طبقه در خیابان 1201 North Calvert در مرکز بالتیمور قرار دارد و ۳۷ کارمند در آن مشغول به فعالیت هستند. براون همچنین مدیریت مالی را فعالیتی الزام‌آور و بنیادین می‌داند و در فعالیت‌های روزانهٔ شرکتش فعال و متعهد است. براون می‌گوید: «اگر از کسب‌وکار خود واقعاً لذت ببرید، مثل من که لذت می‌برم، دیگر جنبهٔ کار پیدا نمی‌کند، بلکه سرگرمی است».

## زندگی شخصی
در ۱۱ اوت ۱۹۶۲، براون با سیلویا ترستون، عشق ایام دانشجویی خود از دانشگاه هاوارد، در شهر کینگ ویلیام، ویرجینیا ازدواج کرد. آن‌ها دو دختر و سه نوه دارند. براون که ستوان ارتش بود و به هوانوردی علاقه داشت، سعی کرد به مدرسهٔ پرواز با هلیکوپتر برود، اما در معاینه‌های چشم‌پزشکی مخصوص خلبانی رد شد. سال‌ها بعد، براون مجوز خلبانی خصوصی برای هواپیماهای بال ثابت غیرنظامی را دریافت کرد، اما پس از آن‌که در پروازهایش وقفه‌های طولانی ایجاد شد، از مهارت‌هایش کاسته شد و دست از پرواز کشید. براون به گلف و عکاسی علاقه دارد و همچنین مجموعه‌دار آثار هنری آفریقایی-آمریکایی است. اقامت‌گاه اصلی او در حومهٔ بالتیمور است و خانه‌هایی نیز در فلوریدا و مین دارد.

## قدردانی
براون جوایز و تقدیرنامه‌های فراوانی دریافت کرده‌است، ازجمله جایزهٔ وودرو ویلسون به پاس خدمات همگانی. همچنین در سال ۲۰۰۶، از براون در مجلهٔ مریلند لایف تقدیر شد و به گفتهٔ فرماندار سابق جمهوری‌خواه مریلند، رابرت ارلیش جونیور، این تقدیر به‌خاطر «تعهد خستگی‌ناپذیر براون برای بهبود زندگی دیگران و ایجاد جامعه‌ای بهتر برای زیستن» است.
وانگهی در سال ۲۰۱۰، مجلهٔ بلک اینترپرایز در چهلمین سالگرد انتشارش، با چاپ مقاله‌ای به‌نام «قهرمان‌ها: ۴۰ نفر از قدرت‌مندترین افراد آمریکایی-آفریقایی‌تبار در حوزهٔ کسب‌وکار» از براون تقدیر کرد. در سال ۲۰۱۱، برنامهٔ پژوهش‌گران ران براون که مرتبط با تخصیص بورسیه‌های تحصیلی کالج است، به براون و همسرش سیلویا، جایزه‌یRonald H. Brown American Journey اهدا کرد.
در ۲۳ مه ۲۰۱۳، براون و همسرش به‌طور مشترک مدرک دکترای افتخاری ادبیات را از دانشگاه جانز هاپکینز دریافت کردند. این مدارک در جشن فارغ‌التحصیلی دانشگاه در بالتیمور اعطا شد.

## سیاست
طی سالیان متمادی، براون طرفدار پروپاقرص سیاست‌مداران و سیاست‌های حزب دموکرات بوده و در سال ۲۰۰۸ نیز در کارزار انتخاباتی ریاست‌جمهوری باراک اوباما شرکت کرده‌است.

## بشردوستی
براون و همسرش، سیلویا، با خلوص نیت از عوامل مؤثر بر ساختارهای بخش مرکزی بالتیمور، نظیر مراقبت‌های بهداشتی، آموزش یا هنر حمایت می‌کنند. کمک‌های مالی آن‌ها معمولاً از طریق بنیاد خانوادهٔ ادی سی. و سی. سیلویا براون انجام می‌شود. پروژهٔ Turning the Corner Achievement Program که بر بهبود نتایج آموزشی و اجتماعی در جوانان بالتیمور متمرکز است، تحت پوشش این بنیاد قرار می‌گیرد. بنیاد براون از سال ۲۰۰۲، ۵ میلیون دلار به این پروژه تخصیص داده‌است.

## کتاب و مقاله دربارهٔ براون
شرح‌حالی از زندگی براون به‌نام Beating the Odds: Eddie Brown’s Investing and Life Strategies در مه ۲۰۱۱ منتشر شد (انتشارات جان وایلی و پسران، ۲۴۰ صفحه). همچنین در ۱۱ ژانویه ۲۰۱۰، مقاله‌ای دربارهٔ او به‌نام «Where to Find Reasonably Priced Growth Stocks» نوشتهٔ کریستوفر سی. ویلیامز در مجلهٔ بارونز منتشر شد.